# والاس رايت
والاس رايت (بالإنجليزية: Wallace Wright)‏ هو لاعب كرة قدم أمريكية أمريكي، ولد في 1 فبراير 1984 في تامبا في الولايات المتحدة.

## وصلات خارجية
- والاس رايت على موقع مرجع كرة القدم المحترفة.كوم (الإنجليزية)